# 鄒駿昇
鄒駿昇 （Page Tsou），台中豐原人，中華民國藝術家、繪本作家、插畫家、視覺藝術家，著有《禮物》、《軌跡》和《勇敢的小錫兵》等作品。在2017年獲得義大利波隆那童書展拉加茲童書獎。 
曾擔任台北世界設計之都 ( Visual Taipei )和義大利波隆那台灣館策展人，目前在吉日設計工作室負責藝術指導。

## 學歷
- 英國皇家藝術學院(Royal College of Art)

## 經歷
作品受國際獎項肯定，包含五度入圍義大利波隆納插畫獎，拉加茲童書獎藝術類評審特別推薦獎，波隆那 SM國際插畫首獎，美國 3x3 插畫藝術大賽首獎 (best of show) 和 3x3 繪本類金獎 等..。
除了繪畫創作，也曾參與德國 illustrative 國際競賽，美國 Creative Quarterly，深圳全國插畫雙年展，香港兩岸四地年輕作家創作比賽，金點設計獎，金鼎獎，全國學生圖畫書創作競賽等評審工作。
曾合作對象GUCCI，RAW，英國 Johnnie Walker，Templar出版等。作品曾被英國康藍集團 (CONRAN)，台北市立美術館等機構收藏。

## 作品
- 《El Soldado de Plomo》,西語版 Ediciones SM,西班牙
- 《勇敢的小錫兵》繁體中文版，小天下出版
- 《禮物》，台北市立美術館出版[4][5]
- 《軌跡》台北市文化局出版[6]
- 《Highest Mountain,Deepest Ocean》英文原版，Big Picture Press, 英國
- 《Tallest Tower, Smallest Star》英文原版，Big Picture Press, 英國
- 《Highest Mountain,Smallest Star》英文版，Big Picture Press, 美國
- 《最高的山，最深的海》繁體中文版，小魯出版社
- 《最高的塔，最小的星球》繁體中文版，小魯出版社

## 得獎
- 2022年 義大利波隆那童書展插畫獎 （第五度入圍）
- 2010-2021年 美國插畫大獎American Illustration （selected winner)29 31 33 34 39 40
- 2021年 美國3x3國際當代插畫大賽 Professional Show 18 銅獎 (Bronze)
- 2020年 美國3x3國際當代插畫大賽 Professional Show 17 銅獎 (Bronze)
- 2017年 義大利波隆那童書展 / 拉加茲童書獎優選
- 2016年 義大利波隆那童書展插畫獎 / 非文學類 (第四度入圍）
- 2015年 美國3x3國際當代插畫大賽 PictureBook Show 12 金獎(Gold)
- 2011年 義大利波隆那童書展插畫獎 / 首獎 (International Award for Illustration)
- 2011年 美國3x3國際當代插畫大賽 Professional Show 8   全場大獎 (The Best of Show)
- 2010年 義大利波隆那童書展插畫獎 （第二度入圍）
- 2008年 義大利波隆那童書展插畫獎

## 展覽
- Caixaforum當代美術館 聯展,，馬德里，西班牙[7]
- Hide & Seek 個展， Pazo da Cultura de Pontevedra ，朋提威德拉，西班牙[8]
- Hide & Seek 個展 , ABC美術館（Museo ABC）, 馬德里 西班牙[9]
- 35 th Le Immagini Della Fantasia 聯展，Fondazione Zavrel，義大利
- El Soldado de Plomo 個展 ， 波隆那童書展，義大利
- El Soldado de Plomo 個展 ，板橋市立美術館，日本
- The And 個展，LAVA Gallery 倫敦，英國
- The And 個展，Badlambs & Sons Barbershop 倫敦，英國

## 受訪
- 說故事的藝術家-鄒駿昇 / VOYAGER_旅人。[10]
- 鄒駿昇：用視覺藝術把台灣帶往國際 /TLife高鐵雜誌[11]
- 在繪本之後，翻開視覺藝術家鄒駿昇的下一頁/ BAZAAR雜誌。[12]

- 【觀點Ｘ鄒駿昇】談波隆納-儘管我們都在孤島上創作 / 華山1914文化創意[13]

- 鄒駿昇—收藏滿室老經典，畫成繪本裡的異世界 / haveAnice。[14]

- 專訪》最高的山．最深的海：繪本插畫家鄒駿昇與英國出版社的跨國合作 / OPENBOOK。[15]

- Visual Taipei 策展人鄒駿昇：這是我讓台北「被看見」的方式 /【上報專訪】[16]

- 與葉明軒、黃佩珊、王春子、賴嘉綾一起接受文化局訪問，收錄在《新北市文化》季刊27期。[17]